# He 118俯衝轟炸機
He 118為亨克爾的鈞特兄弟設計之單引擎、單翼活塞動力俯衝轟炸機，在1930年代與多家廠商競標納粹德國空軍訂單，但敗給了容克斯的Ju 87俯衝轟炸機；日本後採購該機，將部分技術移作研發新型攻擊機。

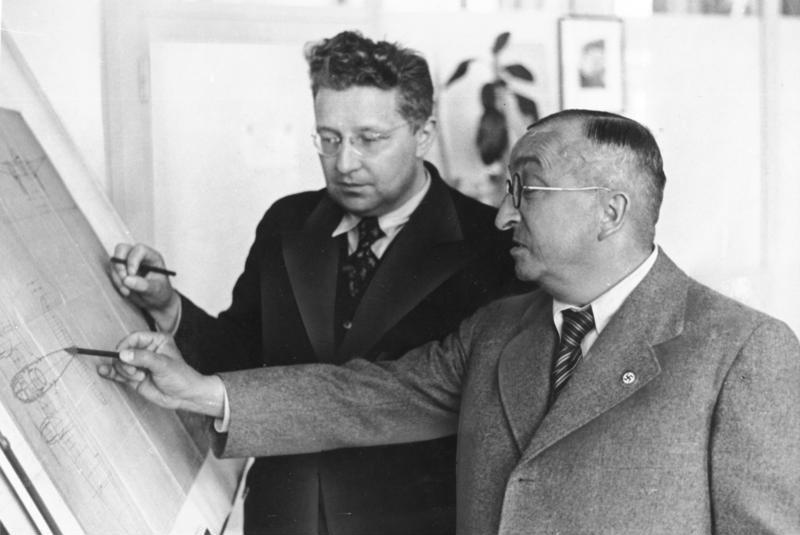
鈞特兄弟

## 簡介
亨克爾與多家德國飛機製造廠相同，在德國空軍的重要幹部同時也是著名試飛員恩斯特·烏德特推崇下，深入鑽研俯衝轟炸技術，並開發可運用該技術的新飛機。
自He 70起，亨克爾逐漸掌握全金屬單翼俯衝轟炸機技術；鈞特兄弟設計的橢圓翼型及機尾構造均對俯衝轟炸時飛機穩定有著必要效果。1930年代德國決定開發俯衝轟炸機，在1934年向容克斯、亨克爾、阿拉多飛機製造廠、布洛姆－福斯等廠商廣邀設計，徵求一款替換He 50轟炸機的新型轟炸機。德國空軍的計畫實際上分成兩個子項目，一個是稱為Sofort，目標是即刻性可量產的小幅度改良機種，這筆競標在1934年由Hs 123俯衝轟炸機奪得；另一個稱為Sturzbomber（俯衝轟炸機），雖然兩個項目要求的機型都具有俯衝轟炸功能，但Sturzbomber項目才是德國空軍次代機種的主要計畫。投標正式發邀是在1935年1月，雖然在發邀前德國已經訂購了118架Ju 87俯衝轟炸機，且Ju-87實際在1933年就已經開始進行研發，但還是向其它飛機廠商發出邀約。
亨克爾以He 112戰鬥機為基礎改良，1935年冬季完成原型機，1936年2月14日首飛，代號He 118，後來完成3架配備不同發動機的原型機提交測試。
He 118技術特徵部分，為一架雙人座全鋁合金製攻擊機、懸臂結構、橢圓形機身、逆海鷗翼、可收放起落架，並設計了內藏彈艙；就外型來說，He 118比起後來出線的Ju-87更為流線，因此極速遠優於Ju-87（測試時每小時極速快上70公里）；而He 118沒有配備俯衝轟炸機普遍配備的空氣減速板，只靠襟翼及俯仰控制面的結合控制系統解決俯衝轟炸的控制問題，而在原型機測試時該系統尚未調校完全，俯衝角度原廠限制只能在50度以內。亨克爾在Hs 123俯衝轟炸機便了解俯衝轟炸的設計重點，但He 118設計上希望後座第二位乘員操作轟炸瞄準器執行投彈增加命中率，設計上偏向多用途戰術攻擊機，而非德國軍方期望的俯衝轟炸機。
不過，1936年6月27日，烏德特試飛He 118後就決定了她的命運。在當天的試飛中，烏德特在13,000英尺的高度下執行俯衝飛行，卻因為忘記改變螺旋槳螺距導致He 118解體，烏德特本人則跳傘逃生。雖然亨廠認為烏德特飛行已超出技令規範，但隨後他駕駛Ju-87完美執行90度俯衝飛行後，勝負即不辯自明，Ju-87贏得德國俯衝轟炸機競標。
1938年外界確定He 118不被採用後，日本帝國軍方決定採購He 118原型；原型5號機（V-5、出廠編號1850）由日本帝國陸軍買下、4號機（V-4、出廠編號1296）則由日本帝國海軍買下，海軍又將該機稱為DXHe1。日本海軍採購的4號機在1938年2月運抵橫須賀，原本日立製作所將計畫複製該型機，但在1938年7月俯衝轟炸實驗飛行科目時在空中解體，駕駛員殉職，仿製案也就無疾而終。
兩個軍種在買下之後各自利用本機研發出類似機型，川崎重工參考了她的引擎配置為陸軍開發出九八式輕轟炸機；海軍在最初評估時認為He 118的機體太大太重，不適合在航空母艦上使用，但後來艦載機大型化後，海軍航空技術廠參考其試驗資料開發出彗星俯衝轟炸機。
剩餘的He 118，仍留在亨克爾工廠及德國空軍審查部等地方擔任測試機與教練機。亨克爾研發的第一部噴射發動機便是裝在He 118機身下方執行空中試車。

## 型號
- He 118-使用英國勞斯萊斯茶隼發動機（輸出功率695匹馬力）的原型機，製造2架。
- He 118A-0-使用戴姆勒奔馳DB-600C（起飛輸出功率910匹馬力，飛行最大輸出850匹馬力）的原型機，製造13架；最後1架在1937年出廠的原型機換裝DB-601A發動機（輸出功率1,050匹馬力）。